# Pavel Holubář
Pavel Holubář (Brno, 7 de junio de 1970) es un deportista checo que compitió en piragüismo en la modalidad de aguas tranquilas. Ganó tres medallas de plata en el Campeonato Europeo de Piragüismo entre los años 2000 y 2006.

## Palmarés internacional
| Campeonato Europeo | Campeonato Europeo       | Campeonato Europeo | Campeonato Europeo |
| Año                | Lugar                    | Medalla            | Competición        |
| ------------------ | ------------------------ | ------------------ | ------------------ |
| 2000               | Poznań (Polonia)         | Medalla de plata   | K2 500 m           |
| 2005               | Poznań (Polonia)         | Medalla de plata   | K4 200 m           |
| 2006               | Račice (República Checa) | Medalla de plata   | K4 200 m           |